# Kebnekaise III
Kebnekaise III är ett musikalbum från 1975 med den svenska rockgruppen Kebnekaise.
Inspelningen gjordes i januari 1975 av Anders Lind i Studio Decibel. Skivnumret är Silence SRS 4629 och återutgavs på CD 2001 med skivnummer SRSCD 3609.

## Låtlista

### Sida A
1. Leksands brudmarsch (4:29)
2. Polska från Härjedalen (3:09)
3. Eklundapolskan (4:19)
4. S:t John (3:51)
5. Skänklåt till speleman (3:07)

### Sida B
1. Polska från Bingsjö (3:19)
2. Balladen om björnbär och nätmelon (13:02)
3. Mariamá (3:14)
4. Gånglåt från Dala-Järna (bonusspår på CD-upplagan, 7:54)

## Medverkande musiker
- Hassan Bah, congas, timbaler, congoma, klocka, sång
- Ingemar Böcker, gitarr, sambaros
- Pelle Ekman, trummor, sång
- Mats Glenngård, fiol, gitarr, mandolin, sång
- Kenny Håkansson, gitarr, fiol, sång
- Göran Lagerberg, bas, sång
- Pelle Lindström, munspel, fiol, tamburin, sång
- Thomas Netzler, bas, sång, trumma